# Haikei, Chichiue-sama
Haikei, Chichiue-sama (conosciuto anche in inglese come Dear Father) è un dorama stagionale invernale prodotto e mandato in onda da Fuji TV nel 2007 in 11 puntate; vede come protagonista maschile l'idol del gruppo J-pop Arashi Kazunari Ninomiya.
La storia narra di un giovane cuoco che lavora in un ristorante tradizionale in stile Ryōtei nel quartiere Kagurazaka di Tokyo; tutta la vicenda è narrata tutta sotto forma di lettera rivolta al padre sconosciuto, ed Ippei via via narrerà i suoi problemi d'amore e lavoro.

## Cast
- Kazunari Ninomiya - Tawara Ippei. 23 anni, figlio di una ex-geisha
- Reiko Takashima - Tawara Yukino
- Yū Yokoyama - Nakagawa Tokio
- Meisa Kuroki - Karasawa Naomi
- Saki Fukuda - Sakashita Eri
- Tatsuo Umemiya - Komiya Ryuji
- Katsumi Takahashi - Sakashita Tamotsu
- Kayoko Kishimoto - Sakashita Ritsuko
- Kaoru Yachigusa - Sakashita Yumeko
- Chie Morikami - Sumiko
- Fumiko Takahashi - Matsuko
- Tomomi Kurose - Shinobu
- Maiko Morizono - Tamago
- Tae Kimura
- Jyoko Ikezu - Kotoe
- Takanori Kubo - Ruo
- Eiji Okuda - Tsuyama
- Yutaka Matsushige - Hanjiro
- Sabu Kawahara - Kano Zenkichi

### Star ospiti
- Keiju Kobayashi - Kumasawa Kiyojiro (ep1-2)
- Takehiko Ono - Sanada Kosei (ep2-3)
- Tetsu Watanabe - Nakagome (ep1,3)
- Fujio Mori - Minami (ep3)
- Mitsuko Mori - Kumazawa's woman (ep3)
- Kimiko Yo - the fortune teller (ep4)
- Seiji Rokkaku - the bookstore owner (ep5)
- Taro Omiya

## Sigla
"Papier" ("Paper") di Ryoko Moriyama